# Glauconycteris egeria
Glauconycteris egeria é uma espécie de morcego da família Vespertilionidae. Pode ser encontrada nos Camarões, República Centro-africana e Uganda.